# Élections générales britanniques de 2005 en Écosse
Des élections générales britanniques ont lieu le 5 mai 2005 pour élire la 54e législature du Parlement du Royaume-Uni. L'Écosse élit 59 des 646 députés.
Cette élection voit une réduction du nombre de sièges attribués à l'Écosse, qui passe de 72 à 59 afin d'équilibrer le nombre de députés par habitant dans le pays. De par sa nature politique spécifique et sa distance à la capitale, l'Écosse disposait d'un nombre plus élevé de députés. Avec l'introduction d'un parlement spécifiquement écossais en 1999, le nombre de députés écossais fut aligné avec le reste du pays.

## Résultats
| Partis | Partis                        | Voix      | Voix  | Voix       | Total des sièges | Total des sièges | Total des sièges |
| Partis | Partis                        | Votes     | %     | +/−        | Sièges           | +/−              |                  |
| ------ | ----------------------------- | --------- | ----- | ---------- | ---------------- | ---------------- | ---------------- |
|        | Travailliste                  | 922 402   | 39,5  | 4,5        | 41 / 59          | 15               |                  |
|        | Libéraux-démocrates           | 528 076   | 22,6  | 6,3        | 11 / 59          | 1                |                  |
|        | SNP                           | 412 267   | 17,7  | 2,4        | 6 / 59           | 1                |                  |
|        | Conservateur                  | 369 388   | 15,8  | 0,2        | 1 / 59           | stagnation       |                  |
|        | Parti socialiste écossais     | 43 514    | 1,9   | 1,2        | 0 / 59           | stagnation       |                  |
|        | Vert                          | 25 760    | 1,1   | 1,1        | 0 / 59           | stagnation       |                  |
|        | UKIP                          | 8 859     | 0,4   | 0,3        | 0 / 59           | stagnation       |                  |
|        | Parti travailliste socialiste | 6 696     | 0,3   | 0,2        | 0 / 59           | stagnation       |                  |
|        | Parti chrétien                | 4 004     | 0,2   | 0,2        | 0 / 59           | stagnation       |                  |
|        | BNP                           | 1 591     | 0,1   | 0,1        | 0 / 59           | stagnation       |                  |
|        | Autres                        | 6 913     | 0,4   | 0,1        | 0 / 59           | stagnation       |                  |
| Total  | Total                         | 2 333 887 | 100,0 | stagnation | 59 / 59          | 13               |                  |